# Liste der Baudenkmale in Ludwigslust
In der Liste der Baudenkmale in Ludwigslust sind alle Baudenkmale der Stadt Ludwigslust und ihrer Ortsteile aufgelistet (Stand: November 2009).

## Legende
In den Spalten befinden sich folgende Informationen:
- ID-Nr: Die Nummer wird von den Denkmalämtern der Landkreise vergeben. Wenn sie nicht bekannt ist, bleibt die Spalte leer. In dieser Spalte kann sich zusätzlich das Wort Wikidata befinden, der entsprechende Link führt zu Angaben zu diesem Denkmal bei Wikidata.
- Lage: die Adresse des Denkmales und die geographischen Koordinaten.
Link zu einem Kartenansichtstool, um Koordinaten zu setzen. In der Kartenansicht sind Denkmale ohne Koordinaten mit einem roten bzw. orangen Marker dargestellt und können in der Karte gesetzt werden. Denkmale ohne Bild sind mit einem blauen bzw. roten Marker gekennzeichnet, Denkmale mit Bild mit einem grünen bzw. orangen Marker.
- Bezeichnung: Bezeichnung, so wie sie in den offiziellen Listen der Denkmalämter steht. Ein Link hinter der Bezeichnung führt zum Wikipedia-Artikel über das Denkmal. Wenn die Bezeichnung der Denkmalämter inhaltlich fehlerhaft ist, ist in der Spalte „Beschreibung“ darauf hinzuweisen.
- Beschreibung: Beschreibung des Denkmales
- Bild: ein Bild des Denkmales und gegebenenfalls einen Link zu weiteren Fotos des Denkmals im Medienarchiv Wikimedia Commons

## Ludwigslust
| ID | Lage                                   | Bezeichnung | Beschreibung | Bild |
| -- | -------------------------------------- | --- | --- | --- |
|    | Alexandrinenplatz 1 (Karte)            | Schule | Erbaut 1843 für die neu gegründete Rektorschule. | Schule |
|    | Alexandrinenplatz 7 (Karte)            | Wohnhaus | Seit 1855 private Töchterschule, ab 1880 Städtische Höhere Töchterschule. | Wohnhaus |
|    | Am alten Forsthof 1a (Karte)           | Villa | | |
|    | Am alten Forsthof 12 (Karte)           | Villa | Villa im Privatbesitz. | Villa |
|    | Am alten Forsthof 8 (Karte)            | Forsthaus mit Garten | Heute Sitz der Sozialverbände AWO und Volkssolidarität. | Forsthaus mit Garten |
|    | Am Bassin 4 (Karte)                    | Wohnhaus | | Wohnhaus |
|    | Am Bassin 5/6/7 (Karte)                | Wohnhaus | Im Haus Nr. 7 wohnten die Kapellmeister Carl August Friedrich Westenholz (1767–1789) und Antonio Rosetti (1789–1792). | Wohnhaus |
|    | Am Bassin 8 (Karte)                    | Wohnhaus mit Hofgebäuden und Garten, ehemaliges Wohnhaus von Helene von Krause | | Wohnhaus mit Hofgebäuden und Garten, ehemaliges Wohnhaus von Helene von Krause |
|    | Am Bassin 10 (Karte)                   | Wohnhaus | | Wohnhaus |
|    | Am Bassin 11 (Karte)                   | Wohnhaus | | Wohnhaus |
|    | Am Bassin 12 (Karte)                   | Wohnhaus | | Wohnhaus |
|    | Am Bassin 13 (Karte)                   | Wohnhaus | | Wohnhaus |
|    | Am Bassin 14 (Karte)                   | Wohnhaus | | Wohnhaus |
|    | Am Bassin 15 (Karte)                   | Wohnhaus | | Wohnhaus |
|    | Am Bassin 16 (Karte)                   | Wohnhaus | | Wohnhaus |
|    | Am Bassin 17 (Karte)                   | Wohnhaus | | Wohnhaus |
|    | Am Bassin 18 (Karte)                   | Wohnhaus | | Wohnhaus |
|    | Am Bassin 19 (Karte)                   | Wohnhaus | | Wohnhaus |
|    | Am Bassin 20 (Karte)                   | Wohnhaus | | Wohnhaus |
|    | Am Bassin 21 (Karte)                   | Wohnhaus | Kindergarten Alexandrinenstift | Wohnhaus |
|    | Am Bassin 22 (Karte)                   | Wohnhaus | Kindergarten Alexandrinenstift | Wohnhaus |
|    | Am Bassin 23 (Karte)                   | Wohnhaus | | Wohnhaus |
|    | Am Bassin 24/25 (Karte)                | Schule | | Schule |
|    | Am Bassin 26 (Karte)                   | Wohnhaus | | Wohnhaus |
|    | Am Bassin 27 (Karte)                   | Wohnhaus | | Wohnhaus |
|    | Am Bassin 27a (Karte)                  | Wohnhaus | | |
|    | Am Bassin (Karte)                      | Ehrenmal für die Opfer des KZ Reiherhorst bei Wöbbelin | | Ehrenmal für die Opfer des KZ Reiherhorst bei Wöbbelin |
|    | Am Bassin (Karte)                      | Platzraum mit Rasenflächen, Gehölzbestand und historischem Wegenetz | | Weitere Bilder |
|    | Am Schloßgarten 2 (Karte)              | Wohnhaus und Hofgebäude | | Wohnhaus und Hofgebäude |
|    | Am Seminargarten (Karte)               | Thälmann-Denkmal | | Thälmann-Denkmal |
|    | An der Bleiche (Karte)                 | Feuerwehrschlauchturm | | Feuerwehrschlauchturm |
|    | Rudolf-Tarnow-Straße 1 (Karte)         | Bahnhof mit Empfangsgebäude, Perron, Lokschuppen, Wasserturm (Schwarzer Weg) | | Bahnhof mit Empfangsgebäude, Perron, Lokschuppen, Wasserturm (Schwarzer Weg) |
|    | Bahnhofstraße 7 (Karte)                | Villa | | Villa |
|    | Bahnhofstraße 8 (Karte)                | Villa | | Villa |
|    | Bahnhofstraße 9 (Karte)                | Villa | | Villa |
|    | Bahnhofstraße 11 (Karte)               | Wohnhaus | | Wohnhaus |
|    | Bahnhofstraße 12 (Karte)               | Wohnhaus | | Wohnhaus |
|    | Bahnhofstraße 13/14 (Karte)            | Wohnhaus | | Wohnhaus |
|    | Bahnhofstraße 15 (Karte)               | Wohnhaus | | Wohnhaus |
|    | Breite Straße 2 (Karte)                | ehemalige Bank | | ehemalige Bank |
|    | Breite Straße 5/7 (Karte)              | Gaststätte | | Gaststätte |
|    | Breite Straße 10 (Karte)               | Wohnhaus | | Wohnhaus |
|    | Breite Straße 11/13 (Karte)            | Wohnhaus | | Wohnhaus |
|    | Breite Straße 15 (Karte)               | Wohnhaus | | Wohnhaus |
|    | Breite Straße 26/28 (Karte)            | Wohnhaus | | Wohnhaus |
|    | Breite Straße 33 (Karte)               | Wohnhaus | | Wohnhaus |
|    | Clara-Zetkin-Straße 4 (Karte)          | Wohnhaus | | |
|    | Clara-Zetkin-Straße 5 (Karte)          | Wohnhaus | | |
|    | Clara-Zetkin-Straße 6 (Karte)          | Wohnhaus | | |
|    | Clara-Zetkin-Straße 7a (Karte)         | Wohnhaus | | Wohnhaus |
|    | Clara-Zetkin-Straße 9 (Karte)          | Wohnhaus | | Wohnhaus |
|    | Clara-Zetkin-Straße 10 (Karte)         | Wohnhaus | | |
|    | Clara-Zetkin-Straße 12 (Karte)         | Wohnhaus | | |
|    | Clara-Zetkin-Straße 13 (Karte)         | Wohnhaus | | |
|    | Clara-Zetkin-Straße 14 (Karte)         | Wohnhaus | | Wohnhaus |
|    | Clara-Zetkin-Straße 15 (Karte)         | Wohnhaus | | |
|    | Clara-Zetkin-Straße 19a-c (Karte)      | Wohnhaus | | |
|    | Clara-Zetkin-Straße 25 (Karte)         | Wohn- und Geschäftshaus | | |
|    | Clara-Zetkin-Straße 27 (Karte)         | Wohn- und Geschäftshaus | | |
|    | Clara-Zetkin-Straße 28 (Karte)         | Wohnhaus | | |
|    | Clara-Zetkin-Straße 29 (Karte)         | Wohnhaus | | |
|    | Clara-Zetkin-Straße 30 (Karte)         | Wohnhaus | | |
|    | Clara-Zetkin-Straße 32 (Karte)         | Wohnhaus | | |
|    | Clara-Zetkin-Straße 36 (Karte)         | Wohnhaus | | |
|    | Clara-Zetkin-Straße 40 (Karte)         | Wohnhaus | | |
|    | Clara-Zetkin-Straße 41 (Karte)         | Wohnhaus | | |
|    | Clara-Zetkin-Straße 42 (Karte)         | Wohnhaus | | |
|    | Clara-Zetkin-Straße 43/45 (Karte)      | Wohnhaus | | |
|    | Clara-Zetkin-Straße 44 (Karte)         | Wohnhaus | | |
|    | Clara-Zetkin-Straße 49 (Karte)         | Wohnhaus | | |
|    | Clara-Zetkin-Straße 50 (Karte)         | Wohnhaus | | |
|    | Clara-Zetkin-Straße 51 (Karte)         | Wohnhaus | | |
|    | Clara-Zetkin-Straße 52 (Karte)         | Wohnhaus | | |
|    | Clara-Zetkin-Straße 53 (Karte)         | Wohnhaus | | |
|    | Clara-Zetkin-Straße 55 (Karte)         | Wohnhaus | | |
|    | Clara-Zetkin-Straße 56 (Karte)         | Wohnhaus | | |
|    | Erste Wasserstraße 4 (Karte)           | Wohnhaus | | |
|    | Gemarkung Ludwigslust (Karte)          | Flur 25, Flugzeughangar (2 Stück) | | Flur 25, Flugzeughangar (2 Stück) |
|    | (Karte)                                | Friedhof mit Torpylon, Einfriedigungsmauer und Portalen, Kapelle, 5 Grüften, 4 Grabsteinen des 18. Jh., Allee, Gedenkstätten und Grabstätte von Gillhoff, Grabstätte Hofmarschall und Schlosshauptmann Adolf v. Boddien und Ehefrau Alberta, geb. von Arnim, Grabstätte Oberstleutnant und Kammerherr Carl v. Krause und Ehefrau Helene, geb. v. Boddien, Grabstätte Oberstallmeister und Kammerherr Wilhelm von Boddien und Ehefrau Wanda, Grabstätte Geheimer Regierungsrat Hans v. Boddien und Ehefrau Johanna, Grabstätte Generalmajor Carl v. Koppelow und Ehefrau Helene | | Friedhof mit Torpylon, Einfriedigungsmauer und Portalen, Kapelle, 5 Grüften, 4 Grabsteinen des 18. Jh., Allee, Gedenkstätten und Grabstätte von Gillhoff, Grabstätte Hofmarschall und Schlosshauptmann Adolf v. Boddien und Ehefrau Alberta, geb. von Arnim, Grabstätte Oberstleutnant und Kammerherr Carl v. Krause und Ehefrau Helene, geb. v. Boddien, Grabstätte Oberstallmeister und Kammerherr Wilhelm von Boddien und Ehefrau Wanda, Grabstätte Geheimer Regierungsrat Hans v. Boddien und Ehefrau Johanna, Grabstätte Generalmajor Carl v. Koppelow und Ehefrau Helene |
|    | Laascher Weg 4 a (Karte)               | Friedhof, jüdisch, mit Gedenkstein | | Friedhof, jüdisch, mit Gedenkstein |
|    | Grabower Allee (Karte)                 | Friedhof, sowjetisch | | Friedhof, sowjetisch |
|    | Friedrich-Naumann-Allee 2 (Karte)      | Wohnhaus | | |
|    | Friedrich-Naumann-Allee 3 (Karte)      | Wohnhaus | | |
|    | Friedrich-Naumann-Allee 5 (Karte)      | Villa | | |
|    | Friedrich-Naumann-Allee 18 (Karte)     | Villa | | Villa |
|    | Gartenstraße 1 (Karte)                 | Wohnhaus | | |
|    | Gartenstraße 2 (Karte)                 | Wohnhaus | | |
|    | Gartenstraße 3 (Karte)                 | Wohnhaus | | Wohnhaus |
|    | Gartenstraße 4 (Karte)                 | Wohnhaus | | |
|    | Gartenstraße 17                        | Gemeindesaal-Gebäude | | |
|    | Grabower Allee 2 (Karte)               | 2b: Villa Gustava mit Park, Nebengebäude und ehemaligem Lakaien-Haus (Ruine GE 2014) | | |
|    | Grabower Allee 14 (Karte)              | Villa | | Villa |
|    | Grabower Allee (Karte)                 | Postmeilensäule | | Postmeilensäule |
|    | Große Bergstraße 3 (Karte)             | Wohnhaus | | |
|    | Große Bergstraße 7 (Karte)             | Wohnhaus | | |
|    | Große Bergstraße 8 (Karte)             | Wohnhaus | | |
|    | Große Bergstraße 9 (Karte)             | Wohnhaus | | |
|    | Große Bergstraße 13 (Karte)            | Haustür | Diese wurde bei der Fassadenerneuerung durch die im Bild zu sehende ersetzt. | Haustür |
|    | Große Bergstraße 14 (Karte)            | Wohnhaus | | |
|    | Große Bergstraße 21 (Karte)            | Wohnhaus | | |
|    | Große Bergstraße 23 (Karte)            | Wohnhaus | | |
|    | Große Bergstraße 24 (Karte)            | Wohnhaus | | |
|    | Große Bergstraße 25 (Karte)            | Wohnhaus | | |
|    | Hamburger Tor 4 (Karte)                | Wohnhaus | | |
|    | Hamburger Tor 6 (Karte)                | Villa mit Park und Teehäuschen | | |
|    | Hamburger Tor 7 (Karte)                | Wohnhaus | | |
|    | Hamburger Tor 19 (Karte)               | Forsthaus | | |
|    | Kanalstraße 1/3 (Karte)                | Brauerei (3) mit ehemaliger Schankwirtschaft (1) | In den wohl ältesten Ludwigsluster Gewerbehäusern befand sich die Bier- und Malzbrauerei Leicht (Nr. 3) und eine angrenzende Schankwirtschaft. Beide Häuser sind ein bedeutendes Dokument für den Gegensatz zweier Baumeister. Johann Joachim Busch (Nr. 1) stets auf Umsetzung seines klaren städtebaulichen Planes bedacht und Johann Christoph Heinrich von Seydewitz mit wenig Interesse an einem einheitlichen Bild. | Brauerei (3) mit ehemaliger Schankwirtschaft (1) |
|    | Kanalstraße 2 (Karte)                  | Wohnhaus | | |
|    | Kanalstraße 3 (Karte)                  | Wohn- und Geschäftshaus | as Gebäude der ehemaligen Malz- und Bierbrauerei Leicht wurde errichtet von Johann Christoph Heinrich von Seydewitz. | Wohn- und Geschäftshaus |
|    | Kanalstraße 4/6 (Karte)                | Wohnhaus | | |
|    | Kanalstraße 5 (Karte)                  | Wohnhaus | | |
|    | Kanalstraße 9 (Karte)                  | Wohn- und Geschäftshaus | | Wohn- und Geschäftshaus |
|    | Kanalstraße 11 (Karte)                 | Wohnhaus | | |
|    | Kanalstraße 12 (Karte)                 | Wohnhaus | | |
|    | Kanalstraße 13 (Karte)                 | Kino | | |
|    | Kanalstraße 14 (Karte)                 | Wohnhaus | | Wohnhaus |
|    | Kanalstraße 15 (Karte)                 | Wohnhaus | | |
|    | Kanalstraße 16 (Karte)                 | Wohnhaus | | Wohnhaus |
|    | Kanalstraße 17 (Karte)                 | Wohnhaus | | |
|    | Kanalstraße 18 (Karte)                 | Wohnhaus | | Wohnhaus |
|    | Kanalstraße 20 (Karte)                 | Wohnhaus | ehemaliges Wohnhaus von Johann Georg Barca | Wohnhaus |
|    | (Karte)                                | Wohnhaus | | |
|    | Kanalstraße 21 (Karte)                 | Wohnhaus | ehemaliges Wohnhaus von Rudolph Suhrlandt, errichtet nach Plänen von Johann Georg Barca | Wohnhaus |
|    | Kanalstraße 24 (Karte)                 | Wohnhaus | | Wohnhaus |
|    | Kanalstraße 26 (Karte)                 | Grundschule "Fritz Reuter" | Dieses Gebäude wurde 1829/30 vom Hofbaumeister Georg Friedrich Groß für das "Lehrerseminar" errichtet. Bis 1862 wurden hier Landschullehrer für Mecklenburg ausgebildet. Ab 1862 wurde die Stätte zur Offizierskaserne umfunktioniert. 1930 kaufte die Stadt das Gebäude und baute es zu einer Schule um. Seit Herbst 2003 dient der Bau wieder als Grundschule für die Ludwigsluster Kinder. | Grundschule "Fritz Reuter" |
|    | Kanalstraße 28 (Karte)                 | Wohnhaus | 1830 ließ Friedrich Franz II. (Mecklenburg) das Gebäude für seinen Minister und Oberstallmeister Vollrath Joachim Helmuth von Bülow (1771–1840) als Stadtresidenz errichten. Von 1860 bis 1945 diente das Haus als Offizierskasino, 1880 erfolgten Erweiterungen durch den Flügel in der Seminarstraße und der Einbau eines repräsentativen Saales im Obergeschoss. Von 1960 bis 1989 wurde das Gebäude als Pionierhaus genutzt, in den 1990er Jahren als Jugendzentrum. Seit 2000 stand es leer. 2011 ging das Haus in Privatbesitz über. Seither erfolgt die Restaurierung. Das waren und sind: 2012 – Rückbau der hofseitigen Anbauten und Dachsanierung nach Schwammbefall; seit 2013 – Wiederherstellung der historischen Innenräume, die Fassadenkonservierung, die Anlage des Gartens nach historischen Vorbildern sowie der schrittweise Ausbau von drei Wohnungen im Erdgeschoss.                                                    | Wohnhaus |
|    | Kanalstraße 30/32 (Karte)              | Wohnhaus | | |
|    | Kanalstraße 34 (Karte)                 | Wohnhaus | | |
|    | Kanalstraße 40 (Karte)                 | Wohnhaus | | |
|    | Käthe-Kollwitz-Straße 1 (Karte)        | Wohnhaus | | Wohnhaus |
|    | Käthe-Kollwitz-Straße 2/4/4a (Karte)   | Wohnhaus | | Wohnhaus |
|    | Käthe-Kollwitz-Straße 6/8/10 (Karte)   | Wohnhaus | | Wohnhaus |
|    | Käthe-Kollwitz-Straße 11 (Karte)       | Wohnhaus | | |
|    | Käthe-Kollwitz-Straße 12/14/16 (Karte) | Wohnhaus | | Wohnhaus |
|    | Käthe-Kollwitz-Straße 13 (Karte)       | Wohnhaus | | |
|    | Käthe-Kollwitz-Straße 17 (Karte)       | Wohnhaus | | |
|    | Käthe-Kollwitz-Straße 18/20/22 (Karte) | Wohnhaus | | Wohnhaus |
|    | Käthe-Kollwitz-Straße 25 (Karte)       | Wohnhaus | | |
|    | Kirchenplatz (Karte)                   | Stadtkirche, Gesamtanlage | | Weitere Bilder |
|    | Kirchenplatz (Karte)                   | Platzraum in seiner historischen Struktur mit altem Gehölzbestand | Der 2,7 Hektar große Platz hat eine geschlossene Bebauung mit einstöckigen Fachwerkhäusern, die Johann Joachim Busch für Mitarbeiter des großherzoglichen Hofes entwarf. | Weitere Bilder |
|    | Kirchenplatz 1 (Karte)                 | Wohnhaus | | Weitere Bilder |
|    | Kirchenplatz 2 (Karte)                 | Wohnhaus | | Wohnhaus |
|    | Kirchenplatz 3 (Karte)                 | Wohnhaus | | |
|    | Kirchenplatz 4 (Karte)                 | Wohnhaus | | Wohnhaus |
|    | Kirchenplatz 5 (Karte)                 | Wohnhaus | | |
|    | Kirchenplatz 6 (Karte)                 | Wohnhaus | | Wohnhaus |
|    | Kirchenplatz 7 (Karte)                 | Wohnhaus | | |
|    | Kirchenplatz 9 (Karte)                 | Wohnhaus | | |
|    | Kirchenplatz 10 (Karte)                | Wohnhaus | | Wohnhaus |
|    | Kirchenplatz 11 (Karte)                | Wohnhaus | | |
|    | Kirchenplatz 12 (Karte)                | Wohnhaus | | Wohnhaus |
|    | Kirchenplatz 13 (Karte)                | Wohnhaus | | Wohnhaus |
|    | Kirchenplatz 14 (Karte)                | Wohnhaus und Stall | | Wohnhaus und Stall |
|    | Kirchenplatz 15 (Karte)                | Wohnhaus | | Wohnhaus |
|    | Kirchenplatz 16 (Karte)                | Wohnhaus | | Wohnhaus |
|    | Kirchenplatz 17 (Karte)                | Wohnhaus | | Wohnhaus |
|    | Kirchenplatz 18 (Karte)                | Wohnhaus | | Wohnhaus |
|    | Kirchenplatz 19 (Karte)                | Wohnhaus | | Wohnhaus |
|    | Kirchenplatz 20 (Karte)                | Wohnhaus | | Wohnhaus |
|    | Kirchenplatz 21 (Karte)                | Wohnhaus | | Wohnhaus |
|    | Kirchenplatz 22 (Karte)                | Wohnhaus | | Wohnhaus |
|    | Kirchenplatz 23 (Karte)                | Wohnhaus | | |
|    | Kirchenplatz 24 (Karte)                | Wohnhaus | | Wohnhaus |
|    | Kirchenplatz 25 (Karte)                | Wohnhaus | | |
|    | Kirchenplatz 26 (Karte)                | Wohnhaus | | Wohnhaus |
|    | Kirchenplatz 27 (Karte)                | Wohnhaus | | |
|    | Kirchenplatz 28 (Karte)                | Wohnhaus | | Wohnhaus |
|    | Kirchenplatz 29 (Karte)                | Wohnhaus | | |
|    | Kirchenplatz 30 (Karte)                | Wohnhaus | | Wohnhaus |
|    | Kirchenplatz 31 (Karte)                | Wohnhaus | | |
|    | Kirchenplatz 33 (Karte)                | Wohnhaus | | |
|    | Kirchenplatz 34 (Karte)                | Wohnhaus | | Wohnhaus |
|    | Kirchenplatz 35 (Karte)                | Wohnhaus | | Weitere Bilder |
|    | Kirchenplatz 36 (Karte)                | Wohnhaus | | Wohnhaus |
|    | Klenower Straße 7 (Karte)              | Wohnhaus | | |
|    | Klenower Straße 45 (Karte)             | Wohnhaus | | Wohnhaus |
|    | Letzte Straße 1 (Karte)                | Wohn- und Geschäftshaus | | |
|    | Letzte Straße 4 (Karte)                | Hotel | | |
|    | Letzte Straße 6 (Karte)                | Hotel | | |
|    | Letzte Straße 7/9 (Karte)              | Wohnhaus | | |
|    | Letzte Straße 8/10 (Karte)             | Wohnhaus | | |
|    | Letzte Straße 12 (Karte)               | Wohnhaus | | |
|    | Letzte Straße 18 (Karte)               | Wohnhaus | | |
|    | Letzte Straße 23 (Karte)               | Wohnhaus | | |
|    | Letzte Straße 25 (Karte)               | Wohnhaus | | |
|    | Lindenstraße 1 (Karte)                 | Wohnhaus | | |
|    | Lindenstraße 3 (Karte)                 | Wohnhaus | | |
|    | Lindenstraße 4 (Karte)                 | Wohnhaus | | |
|    | Lindenstraße 10 (Karte)                | Wohnhaus | | |
|    | Lindenstraße 12 (Karte)                | Wohnhaus | | |
|    | Lindenstraße 13 (Karte)                | Wohnhaus | | |
|    | Lindenstraße 14 (Karte)                | Sparkasse | | |
|    | Lindenstraße 16 (Karte)                | Wohn- und Geschäftshaus | | |
|    | Lindenstraße 17 (Karte)                | Wohn- und Geschäftshaus | | |
|    | Lindenstraße 18/20 (Karte)             | Wohn- und Geschäftshaus | | |
|    | Lindenstraße 21 (Karte)                | Wohn- und Geschäftshaus | | |
|    | Lindenstraße 22/24 (Karte)             | Gerichtsgebäude | | |
|    | Lindenstraße 25 (Karte)                | Wohnhaus | | |
|    | Lindenstraße 26 (Karte)                | Wohnhaus | | |
|    | Lindenstraße 27 (Karte)                | Kaufhaus | | |
|    | Lindenstraße 29 (Karte)                | Wohnhaus | | |
|    | Lindenstraße 30 (Karte)                | Wohnhaus | | Wohnhaus |
|    | Lindenstraße 31 (Karte)                | Wohnhaus | | |
|    | Lindenstraße 32 (Karte)                | Wohnhaus | | |
|    | Lindenstraße 34 (Karte)                | Wohnhaus | | |
|    | Lindenstraße 35 (Karte)                | Wohnhaus | | |
|    | Lindenstraße 36 (Karte)                | Wohnhaus | | |
|    | Lindenstraße 38 (Karte)                | Wohnhaus | | |
|    | Lindenstraße 40 (Karte)                | Wohnhaus | | |
|    | Lindenstraße 42/44 (Karte)             | Hotel | | |
|    | Lindenstraße 46 (Karte)                | Wohnhaus | | |
|    | Lindenstraße 48 (Karte)                | Wohn- und Geschäftshaus | | |
|    | Lindenstraße 50/52 (Karte)             | Wohnhaus | | |
|    | Lindenstraße 56/58 (Karte)             | Wohnhaus | | |
|    | Lindenstraße 60 (Karte)                | Wohnhaus | | |
|    | Lindenstraße 62 (Karte)                | Wohnhaus | | |
|    | Marienstraße 6 (Karte)                 | Wohnhaus | Dieses Gebäude existiert nicht mehr. An dieser Stelle stehen derzeit Garagen. | |
|    | Marienstraße 11 (Karte)                | Bauernhof mit Wohnhaus, Scheune und Stall | Derzeit unbewohnt und sanierungsbedürftig. | Bauernhof mit Wohnhaus, Scheune und Stall |
|    | Mauerstraße 2 (Karte)                  | Wohnhaus | | |
|    | Mauerstraße 3 (Karte)                  | Wohnhaus | | |
|    | Mauerstraße 4 (Karte)                  | Wohnhaus | | |
|    | Mauerstraße 5 (Karte)                  | Wohnhaus | | |
|    | Mauerstraße 8 (Karte)                  | Wohnhaus | | |
|    | Neue Straße 2 (Karte)                  | Wohnhaus | | |
|    | Neue Straße 3 (Karte)                  | Wohnhaus | | |
|    | Neue Straße 4 (Karte)                  | Wohnhaus | | |
|    | Neue Straße 6 (Karte)                  | Wohnhaus | | |
|    | Neue Straße 8 (Karte)                  | Wohnhaus | | |
|    | Neue Straße 9 (Karte)                  | Wohnhaus | | |
|    | Neustädter Straße 5 (Karte)            | Wohnhaus | | Wohnhaus |
|    | Neustädter Straße 7 (Karte)            | Wohnhaus | | Wohnhaus |
|    | Neustädter Straße 13 (Karte)           | Wohnhaus | | |
|    | Neustädter Straße 24 (Karte)           | Wohnhaus | | Wohnhaus |
|    | Neustädter Straße 46 (Karte)           | Villa | | |
|    | Neustädter Straße (Karte)              | Reste der histor. Stadtmauer im Bereich der Neustädter Straße, Neue Torstraße und Hamburger Tor | Diese wohl jüngste Stadtmauer Deutschlands wurde in mehreren Bauabschnitten errichtet. Hier in der Neustädter Straße um 1820. Gefertigt ist sie aus gebrannten Ziegeln und Raseneisenstein (auch „Klump“ genannt). | Reste der histor. Stadtmauer im Bereich der Neustädter Straße, Neue Torstraße und Hamburger Tor |
|    | Nummerstraße 2 (Karte)                 | Wohnhaus | | |
|    | Nummerstraße 4 (Karte)                 | Wohnhaus | | |
|    | Nummerstraße 5 (Karte)                 | Wohnhaus | | |
|    | Nummerstraße 6 (Karte)                 | Wohnhaus | | |
|    | Nummerstraße 7 (Karte)                 | Wohnhaus | | |
|    | Nummerstraße 8 (Karte)                 | Wohnhaus | | |
|    | Nummerstraße 10 (Karte)                | Wohnhaus | | |
|    | Nummerstraße 11 (Karte)                | Wohnhaus | | |
|    | Nummerstraße 12 (Karte)                | Wohnhaus | | |
|    | Nummerstraße 13 (Karte)                | Wohnhaus | | |
|    | Nummerstraße 14 (Karte)                | Wohnhaus | | |
|    | Nummerstraße 15 (Karte)                | Wohnhaus | | |
|    | Nummerstraße 16 (Karte)                | Wohnhaus | | |
|    | Nummerstraße 17 (Karte)                | Wohnhaus | | |
|    | Nummerstraße 19 (Karte)                | Wohnhaus | | |
|    | Nummerstraße 21 (Karte)                | Wohnhaus | | |
|    | Nummerstraße 23 (Karte)                | Wohnhaus | | |
|    | Nummerstraße 24 (Karte)                | Wohnhaus | | |
|    | Nummerstraße 25 (Karte)                | Wohnhaus | | |
|    | Nummerstraße 26 (Karte)                | Wohnhaus | | |
|    | Nummerstraße 28 (Karte)                | Wohnhaus | | |
|    | Nummerstraße 29 (Karte)                | Wohnhaus | | |
|    | Nummerstraße 31 (Karte)                | Wohnhaus | | |
|    | Nummerstraße 32 (Karte)                | Wohnhaus | | |
|    | Nummerstraße 34 (Karte)                | Wohnhaus | | |
|    | Nummerstraße 37 (Karte)                | Wohnhaus | | |
|    | Otto-Kaysel-Straße 2 (Karte)           | Wohnhaus | | |
|    | Otto-Kaysel-Straße 3 (Karte)           | Wohnhaus | | |
|    | Otto-Kaysel-Straße 4 (Karte)           | Wohnhaus | | |
|    | Platz des Friedens 1 (Karte)           | ehemalige Sparkasse | In diesem Gebäude befand sich bis in die 1990er Jahre eine Filiale der Sparkasse. Die kleine Überdachung auf der rechten Seite zeugt noch vom dort ehemals befindlichen Geldautomaten. Heute nutzen einige Firmen und eine Fahrschule das Gebäude. | ehemalige Sparkasse |
|    | Platz des Friedens 2 (Karte)           | GOS | In diesem Gebäude befindet sich der Sitz der Zweigniederlassung der Gesellschaft für Ortsentwicklung und Stadterneuerung mbH (GOS). Im linken Seitenflügel sind einige Wohnungen mit Zugang von der Schweriner Straße. | GOS |
|    | Schlachthofweg                         | Reste der Stadtmauer | | Reste der Stadtmauer |
|    | Schloßfreiheit und Kanalstraße         | Straßenraum in seiner historischen Struktur mit Stadtkanal, Brücken und historischem Baumbestand | | Straßenraum in seiner historischen Struktur mit Stadtkanal, Brücken und historischem Baumbestand |
|    | Schloßfreiheit 1 (Karte)               | ehemaliges Waschhaus | | ehemaliges Waschhaus |
|    | Schloßfreiheit 2 (Karte)               | Wohnhaus | | Wohnhaus |
|    | Schloßfreiheit 3 (Karte)               | Wohnhaus | | Wohnhaus |
|    | Schloßfreiheit 3a (Karte)              | Verwaltungsgebäude | | Verwaltungsgebäude |
|    | Schloßfreiheit 3b (Karte)              | ehemaliges Spritzenhaus | | ehemaliges Spritzenhaus |
|    | Schloßfreiheit 4 (Karte)               | Fontänenhaus | | Fontänenhaus |
|    | Schloßfreiheit 5/6 (Karte)             | Wohnhaus | | Wohnhaus |
|    | Schloßfreiheit 6a/7/7a (Karte)         | Wohnhaus | | Wohnhaus |
|    | Schloßfreiheit 8 (Karte)               | ehem. Wache | erbaut 1853 nach Plänen von Ludwig Wachenhusen. Quartier für die Wachmannschaften des Großherzoglich Mecklenburgischen Dragonerregiments Nr. 17. | ehem. Wache |
|    | Schloßfreiheit 9 (Karte)               | Wohnhaus | | |
|    | Schloßfreiheit 10 (Karte)              | Marstall | | Marstall |
|    | Schloßfreiheit 11 (Karte)              | Neuer Marstall | | Neuer Marstall |
|    | Schloßfreiheit 12 (Karte)              | Wohnhaus | | |
|    | Schloßpark (Karte)                     | Schlosspark mit allen historischen Strukturen (Wegenetz, Gehölz-, Rasen- und Wasserflächen und Kanälen sowie allen Bauten (Kath. Kirche und Glockenturm, Teepavillon, Helena-Paulowna-Mausoleum, Louisen-Mausoleum, Schweizerhaus, Erholungshalle, künstlicher Ruine, Forsthaus, Fontänenhaus und ehemaliger Küchengartenmauer, Schloßgärtnerei), ehemalige Orangerie (Schlossgärtnerei), allen Kleinarchitekturen, Brücken und historische Möblierung (u. a. steinerne Sitzbänke), fünf Denkmälern (Herzog-Friedrich-Denkmal von Kaplunger, Herzoginnen-Denkmal im Louisenteich von Pettrich, Pferdedenkmal, Denkmal Großherzog Friedrich Franz III. von Berwald, Jägerdenkmal von H. Berwald), der Grabstätte Puschkins nahe dem Helena-Paulowna-Mausoleum sowie zwei Zinkgußvasen am südlichen Ende der Hofdamenallee, zwei Sandsteinvasen am Rasenparterre und den vier Kandelaberfiguren an den Parkeingängen beiderseits des Schlosses) | Schlosspark mit allen historischen Strukturen (Wegenetz, Gehölz-, Rasen- und Wasserflächen und Kanälen sowie allen Bauten (Kath. Kirche und Glockenturm, Teepavillon, Helena-Paulowna-Mausoleum, Louisen-Mausoleum, Schweizerhaus, Erholungshalle, künstlicher Ruine, Forsthaus, Fontänenhaus und ehemaliger Küchengartenmauer, Schloßgärtnerei), ehemalige Orangerie (Schlossgärtnerei), allen Kleinarchitekturen, Brücken und historische Möblierung (u. a. steinerne Sitzbänke), fünf Denkmälern (Herzog-Friedrich-Denkmal von Kaplunger, Herzoginnen-Denkmal im Louisenteich von Pettrich, Pferdedenkmal, Denkmal Großherzog Friedrich Franz III. von Berwald, Jägerdenkmal von H. Berwald), der Grabstätte Puschkins nahe dem Helena-Paulowna-Mausoleum sowie zwei Zinkgußvasen am südlichen Ende der Hofdamenallee, zwei Sandsteinvasen am Rasenparterre und den vier Kandelaberfiguren an den Parkeingängen beiderseits des Schlosses) | Weitere Bilder |
|    | Schloßplatz (Karte)                    | Schloss | | Weitere Bilder |
|    | Schloßplatz (Karte)                    | Denkmal Großherzog Friedrich Franz I. | Denkmal Großherzog Friedrich Franz I. von Albert Wolff | Denkmal Großherzog Friedrich Franz I. |
|    | Schloßplatz (Karte)                    | Kaskade mit Becken und Figurengruppe | | Weitere Bilder |
|    | Schloßplatz (Karte)                    | Platzraum mit historischen Strukturen (Pflasterung Gehölz- und Rasenflächen) | | Platzraum mit historischen Strukturen (Pflasterung Gehölz- und Rasenflächen) |
|    | Schloßplatz (Karte)                    | Schloßbrücke mit Leuchten zur Schloßstraße | | |
|    | Schloßplatz (Karte)                    | Skulptur vom ehem. Teehaus (Affentempel) | | |
|    | Schloßstraße 1 (Karte)                 | Wohnhaus | | Wohnhaus |
|    | Schloßstraße 2 (Karte)                 | Wohnhaus | | Wohnhaus |
|    | Schloßstraße 2a (Karte)                | Wohnhaus und Hofgebäude | | Wohnhaus und Hofgebäude |
|    | Schloßstraße 3 (Karte)                 | Wohnhaus | | |
|    | Schloßstraße 4/6 (Karte)               | Wohnhaus | | |
|    | Schloßstraße 5/7/9/11 (Karte)          | Wohnhaus | | |
|    | Schloßstraße 8 (Karte)                 | Wohnhaus | | Wohnhaus |
|    | Schloßstraße 10 (Karte)                | Wohnhaus | | Wohnhaus |
|    | Schloßstraße 13 (Karte)                | Wohnhaus | | Wohnhaus |
|    | Schloßstraße 14 (Karte)                | Wohnhaus | "Der alte Krug von Klenow" | Wohnhaus |
|    | Schloßstraße 15 (Karte)                | Wohnhaus | In dem Haus befindet sich jetzt ein Restaurant und Hotel. | Wohnhaus |
|    | Schloßstraße 16 (Karte)                | Wohnhaus, Stallgebäude, Remise und Waschhaus | Das sogenannte Rittmeisterhaus. Hier wohnte Hofmarschall von Levetzow. | Wohnhaus, Stallgebäude, Remise und Waschhaus |
|    | Schloßstraße 17 (Karte)                | Wohn- und Geschäftshaus mit Hofgebäuden und Wirtschaftsgebäude | In dem Haus befindet sich heute eine Apotheke. | Wohn- und Geschäftshaus mit Hofgebäuden und Wirtschaftsgebäude |
|    | Schloßstraße 18/20/22 (Karte)          | Wohn- und Geschäftshaus | | Wohn- und Geschäftshaus |
|    | Schloßstraße 19 (Karte)                | Wohn- und Geschäftshaus | | Wohn- und Geschäftshaus |
|    | Schloßstraße 21 (Karte)                | Wohn- und Geschäftshaus | | Wohn- und Geschäftshaus |
|    | Schloßstraße 23/25 (Karte)             | Wohn- und Geschäftshaus | | Wohn- und Geschäftshaus |
|    | Schloßstraße 24 (Karte)                | Wohnhaus | | Wohnhaus |
|    | Schloßstraße 26 (Karte)                | Wohn- und Geschäftshaus | | |
|    | Schloßstraße 27 (Karte)                | Wohnhaus | | Wohnhaus |
|    | Schloßstraße 28/30/32/34 (Karte)       | Wohn- und Geschäftshaus | | Wohn- und Geschäftshaus |
|    | Schloßstraße 29 (Karte)                | Wohn- und Geschäftshaus | | Wohn- und Geschäftshaus |
|    | Schloßstraße 31 (Karte)                | Wohn- und Geschäftshaus | | |
|    | Schloßstraße 33 (Karte)                | Wohn- und Geschäftshaus | | |
|    | Schloßstraße 35 (Karte)                | Wohn- und Geschäftshaus | | Wohn- und Geschäftshaus |
|    | Schloßstraße 36 (Karte)                | Wohnhaus | | Wohnhaus |
|    | chloßstraße 37 (Karte)                 | Wohn- und Geschäftshaus | | |
|    | Schloßstraße 38 (Karte)                | Rathaus | Das Rathaus wurde um 1780 von Joachim Johann Busch als Wohnhaus errichtet. | Weitere Bilder |
|    | Schloßstraße 39 (Karte)                | Wohn- und Geschäftshaus | | |
|    | Schloßstraße 40 (Karte)                | Wohnhaus | | Wohnhaus |
|    | Schloßstraße 41 (Karte)                | Post | | Post |
|    | Schloßstraße 42/44/46/48 (Karte)       | Wohn- und Geschäftshaus | | Wohn- und Geschäftshaus |
|    | Schloßstraße 43 (Karte)                | Wohnhaus | | Wohnhaus |
|    | Schloßstraße 45 (Karte)                | Wohn- und Geschäftshaus | | |
|    | Schloßstraße 47 (Karte)                | Wohnhaus | | |
|    | Schloßstraße 49 (Karte)                | Wohn- und Geschäftshaus | | |
|    | Schloßstraße 50 (Karte)                | Wohn- und Geschäftshaus | | |
|    | Schloßstraße 51 (Karte)                | Wohnhaus und Gaststätte | | |
|    | Schloßstraße                           | historisches Straßenpflaster, 2 Baumreihen (Linden), Gehwege in originaler Breite und Anlage | | |
|    | Schweriner Straße 2a (Karte)           | Wohnhaus | | |
|    | Schweriner Straße 4 (Karte)            | Wohnhaus | | |
|    | Schweriner Straße 7/9 (Karte)          | Wohnhaus mit Speicher (ehemalige Spirituosenfabrik Mahnke) | | Wohnhaus mit Speicher (ehemalige Spirituosenfabrik Mahnke) |
|    | Schweriner Straße 8 (Karte)            | Wohn- und Geschäftshaus | | Wohn- und Geschäftshaus |
|    | Schweriner Straße 14/16 (Karte)        | Wohnhaus | | Wohnhaus |
|    | Schweriner Straße 15 (Karte)           | Wohnhaus | | Wohnhaus |
|    | Schweriner Straße 19 (Karte)           | Wohnhaus | | |
|    | Schweriner Straße 20/22 (Karte)        | Wohn- und Geschäftshaus | | Wohn- und Geschäftshaus |
|    | Schweriner Straße 25 (Karte)           | Wohnhaus | | Wohnhaus |
|    | Schweriner Straße 26 (Karte)           | Wohnhaus | | Wohnhaus |
|    | Schweriner Straße 27 (Karte)           | Wohnhaus | | |
|    | Schweriner Straße 29 (Karte)           | Wohn- und Geschäftshaus | | Wohn- und Geschäftshaus |
|    | Schweriner Straße 32/34 (Karte)        | Wohn- und Geschäftshaus | | Wohn- und Geschäftshaus |
|    | Schweriner Straße 41/43 (Karte)        | Haustür | | |
|    | Schweriner Straße 42 (Karte)           | Wohnhaus | | |
|    | Schweriner Straße 46/48 (Karte)        | Wohnhaus | | |
|    | Schweriner Straße 52–58 (Karte)        | Wohnhaus | | |
|    | Schweriner Tor 1 (Karte)               | Wohnhaus | | |
|    | Seminarstraße 1 (Karte)                | Geschäftshaus | | |
|    | Seminarstraße 4 (Karte)                | Wohnhaus, einschließlich Lindenstr.2 | | |
|    | Seminarstraße 10 (Karte)               | Lagergebäude | | |
|    | (Karte)                                | Stadtkaserne: 2 Kasernengebäude um den Exerzierplatz (Nr. 17 und Nr. 29), ehemaliges Hospital (Käthe-Kollwitz-Straße), Backsteinmauer und Allee am Reitplatz, Wohnhaus (Nähe Wasserturm), großes Kasernengebäude (Nr. 27, jetziges Gymnasium), ehemaliges Stabsgebäude (Nr. 28), Mannschaftsgebäude (Nr. 26) und ehemalige Reithalle, (Nr. 19) | | |
|    | (Karte)                                | Stift Bethlehem mit Kirche, Mutterhaus, Lutherhaus, Maria-Martha-Haus, Stephanus-Haus, Pfarrhaus, Albert-Schweitzer-Haus (Krankenhaus I und II), Haus Bethanien, Bodelschwingh-Haus, Bonhoeffer-Haus, Haus Emmaus, Helenenschule, Lütt Hütt | | Stift Bethlehem mit Kirche, Mutterhaus, Lutherhaus, Maria-Martha-Haus, Stephanus-Haus, Pfarrhaus, Albert-Schweitzer-Haus (Krankenhaus I und II), Haus Bethanien, Bodelschwingh-Haus, Bonhoeffer-Haus, Haus Emmaus, Helenenschule, Lütt Hütt |
|    | Theodor-Körner-Straße 1 (Karte)        | Villa und Pavillon | | |
|    | Theodor-Körner-Straße 2 (Karte)        | Wohn- und Geschäftshaus | | |
|    | Theodor-Körner-Straße 3 (Karte)        | Wohnhaus | | |
|    | Theodor-Körner-Straße 4 (Karte)        | Wohnhaus | | |
|    | Theodor-Körner-Straße 7 (Karte)        | Wohnhaus | | |
|    | Theodor-Körner-Straße 10/11 (Karte)    | Wohnhaus | | |
|    | Wasserturmweg 3 (Karte)                | Stadtbad | | |
|    | Wasserturmweg 4 (Karte)                | Wasserturm und Wohnhaus | | Wasserturm und Wohnhaus |

## Glaisin
| ID | Lage                            | Bezeichnung                                                                            | Beschreibung | Bild                                                                                   |
| -- | ------------------------------- | -------------------------------------------------------------------------------------- | ------------ | -------------------------------------------------------------------------------------- |
|    | Dorfstraße 3 (Karte)            | Bauerngehöft mit Wohnhaus, Stallscheune, Scheune/Remise und Hofmauer                   |              |                                                                                        |
|    | Dorfstraße 10 (Karte)           | Wohnhaus                                                                               |              |                                                                                        |
|    | Eichenallee 4 (Karte)           | Scheune                                                                                |              |                                                                                        |
|    | Johannes-Gillhoff-Platz (Karte) | Gefallenendenkmal 1914/1918                                                            |              | Gefallenendenkmal 1914/1918                                                            |
|    | Lindenstraße 1 (Karte)          | Wohnhaus                                                                               |              |                                                                                        |
|    | Lindenstraße 2 (Karte)          | Wohnhaus                                                                               |              |                                                                                        |
|    | Lindenstraße 6 (Karte)          | Wohnhaus (ehemalige Schule) mit Toilettengebäude und Gedenkstein für Johannes Gillhoff |              | Wohnhaus (ehemalige Schule) mit Toilettengebäude und Gedenkstein für Johannes Gillhoff |
|    | Lindenstraße 16 (Karte)         | Forsthof mit Wohnhaus, Scheune und Backhaus                                            |              | Forsthof mit Wohnhaus, Scheune und Backhaus                                            |
|    | Lindenstraße 22 (Karte)         | ehemalige Molkerei                                                                     |              |                                                                                        |
|    | Lindenstraße 23 (Karte)         | Wohnhaus                                                                               |              | Wohnhaus                                                                               |
|    | Mühlenstraße 12 (Karte)         | Wohnhaus                                                                               |              | Wohnhaus                                                                               |
|    | Mühlenstraße 15 (Karte)         | Wohnhaus                                                                               |              |                                                                                        |
|    | Mühlenstraße 25 (Karte)         | Wohnhaus                                                                               |              |                                                                                        |
|    | Zum Schnellberg 15 (Karte)      | Wohnhaus                                                                               |              |                                                                                        |
|    | Zum Schnellberg 20 (Karte)      | Wohnhaus                                                                               |              |                                                                                        |

## Hornkaten
| ID | Lage                     | Bezeichnung | Beschreibung | Bild |
| -- | ------------------------ | ----------- | ------------ | ---- |
|    | An der Liepen 2 (Karte)  | Wohnhaus    |              |      |
|    | An der Liepen 5 (Karte)  | Wohnhaus    |              |      |
|    | An der Liepen 10 (Karte) | Wohnhaus    |              |      |

## Kummer
| ID | Lage                             | Bezeichnung                             | Beschreibung | Bild                                    |
| -- | -------------------------------- | --------------------------------------- | ------------ | --------------------------------------- |
|    | B 5 Richtung Ludwigslust (Karte) | 2 Meilensteine                          |              | 2 Meilensteine                          |
|    |                                  | Hof XXIV, Jägerhof, Wohnhaus            |              |                                         |
|    | Krenzliner Straße 11 (Karte)     | Querdielenscheune                       |              |                                         |
|    | Krenzliner Straße 13 (Karte)     | Häuslerei                               |              |                                         |
|    | Mühlenbergstraße (Karte)         | Windmühle mit Speichergebäude           |              | Windmühle mit Speichergebäude           |
|    | Picher Weg 4 (Karte)             | Längsdielenhaus                         |              |                                         |
|    | Unter den Eichen                 | Gefallenendenkmal 1914/1918 und 1939/45 |              | Gefallenendenkmal 1914/1918 und 1939/45 |

## Niendorf
| ID | Lage | Bezeichnung                 | Beschreibung | Bild |
| -- | ---- | --------------------------- | ------------ | ---- |
|    |      | Gefallenendenkmal 1914/1918 |              |      |

## Techentin
| ID | Lage                   | Bezeichnung                                           | Beschreibung | Bild       |
| -- | ---------------------- | ----------------------------------------------------- | ------------ | ---------- |
|    | Eichenallee 8 (Karte)  | Bauernhaus                                            |              | Bauernhaus |
|    | Eichenallee 14 (Karte) | Bauernhaus                                            |              | Bauernhaus |
|    |                        | Gefallenendenkmal 1914/18 – 1939/45                   |              |            |
|    | Schulstraße 6 (Karte)  | ehemalige Schule                                      |              |            |
|    |                        | Straßenbau-Ehrenstein (Techentiner-/Ecke Schulstraße) |              |            |

## Weselsdorf
| ID | Lage                                 | Bezeichnung                                                        | Beschreibung                                                       | Bild |
| -- | ------------------------------------ | ------------------------------------------------------------------ | ------------------------------------------------------------------ | ---- |
|    | Straße des Friedens/Am Krullengraben | Gefallenendenkmal 1914/1918                                        |                                                                    |      |
|    |                                      | Massengräber des ehemaligen KZ Wöbbelin (Außenlager KZ Neuengamme) | Massengräber des ehemaligen KZ Wöbbelin (Außenlager KZ Neuengamme) |      |